# Anass Ahannach
Anass Ahannach (Amsterdam, 7 februari 1998) is een Marokkaanse voetballer die als middenvelder speelt. Hij is een neef van Soufyan Ahannach en Alami Ahannach.

## Carrière
Anass Ahannach speelde in de jeugd van AFC, AFC Ajax, weer AFC en Almere City FC. Vanaf 2017 speelt Ahannach voor Jong Almere City FC in de Derde divisie zaterdag, en voor Almere City FC in de Eerste divisie. Hij debuteerde in het betaald voetbal voor Almere City FC op 15 september 2017, in de met 1-1 gelijkgespeelde uitwedstrijd tegen FC Dordrecht.
Op 13 juni 2022 tekende Ahannach voor twee seizoenen bij FC Den Bosch.
Ahannach begon goed bij de Bosschenaren. Hij was betrokken bij de eerste drie doelpunten die FC Den Bosch in het seizoen 2022-2023 maakte. De eerste twee scoorde hij zelf. De 1-3 in het thuisduel tegen FC Eindhoven en de 0-1 in het uitduel tegen ADO Den Haag. In die laatste wedstrijd gaf hij ook de assist bij de 0-2 van Asier Córdoba. Nadat Ahannach aan het einde van zijn eerste seizoen bij FC Den Bosch geblesseerd raakte miste hij ook bijna het gehele seizoen 2023-2024. Aan het einde hiervan werd zijn aflopende contract dan ook niet verlengd.

### Statistieken
| Seizoen                    | Club           | Land           | Competitie     | Competitie | Competitie | Beker | Beker | Totaal | Totaal |
| Seizoen                    | Club           | Land           | Competitie     | Wed.       | Dlp.       | Wed.  | Dlp.  | Wed.   | Dlp.   |
| -------------------------- | -------------- | -------------- | -------------- | ---------- | ---------- | ----- | ----- | ------ | ------ |
| 2017/18                    | Almere City FC | Nederland      | Eerste divisie | 29         | 1          | 1     | 0     | 30     | 1      |
| 2018/19                    | Almere City FC | Nederland      | Eerste divisie | 16         | 0          | 2     | 0     | 18     | 0      |
| 2019/20                    | Almere City FC | Nederland      | Eerste divisie | 22         | 3          | 1     | 0     | 23     | 3      |
| 2020/21                    | Almere City FC | Nederland      | Eerste divisie | 9          | 2          | 0     | 0     | 9      | 2      |
| 2021/22                    | Almere City FC | Nederland      | Eerste divisie | 10         | 1          | 0     | 0     | 10     | 1      |
| Carrièretotaal             | Carrièretotaal | Carrièretotaal | Carrièretotaal | 86         | 7          | 4     | 0     | 90     | 7      |
| Bijgewerkt op 14 juni 2022 |                |                |                |            |            |       |       |        |        |